# Peugeot Onyx
Pour les articles homonymes, voir Peugeot et Onyx.
Le Peugeot Onyx est une voiture de sport supercar concept car GT hybride-diesel du constructeur automobile français Peugeot (PSA), présentée au mondial de l'automobile de Paris 2012,,.

## Histoire

### Design
Conçue par le centre de design Peugeot du chef designer Gilles Vidal, la carrosserie (avec son aspect  minéral d'onyx) est façonnée à la main par un maître-artisan, composée de fibre de carbone et de feuilles de cuivre. Les feux arrière adoptent la signature lumineuse stylistique à trois griffes du lion Peugeot, et ses lignes tendues (inspirées entre autres des Peugeot Proxima, Peugeot Oxia, Peugeot RCZ, Peugeot SR1, et Peugeot HX1) influencent la stylistique des futures modèles Peugeot des années 2015. 

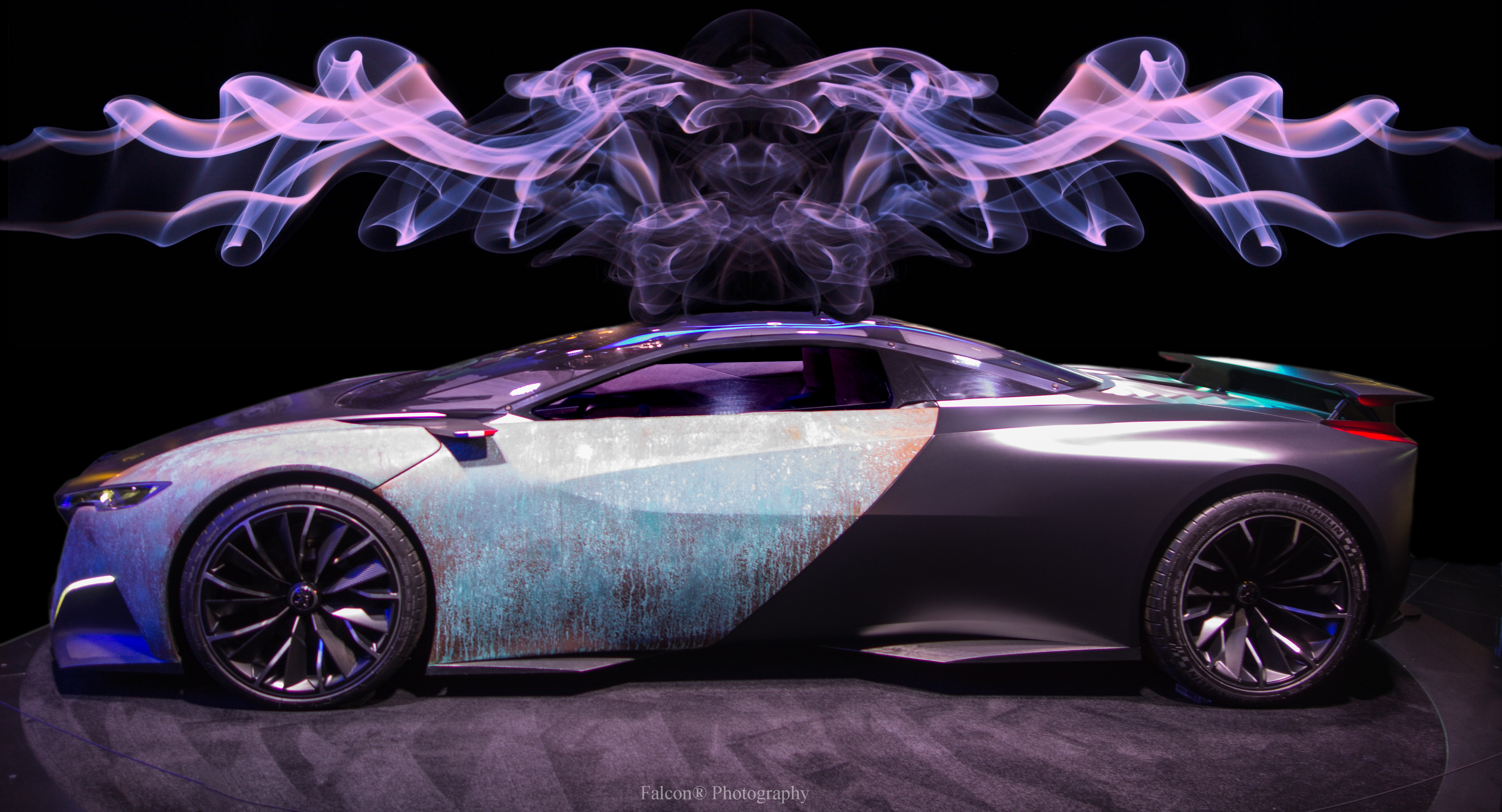
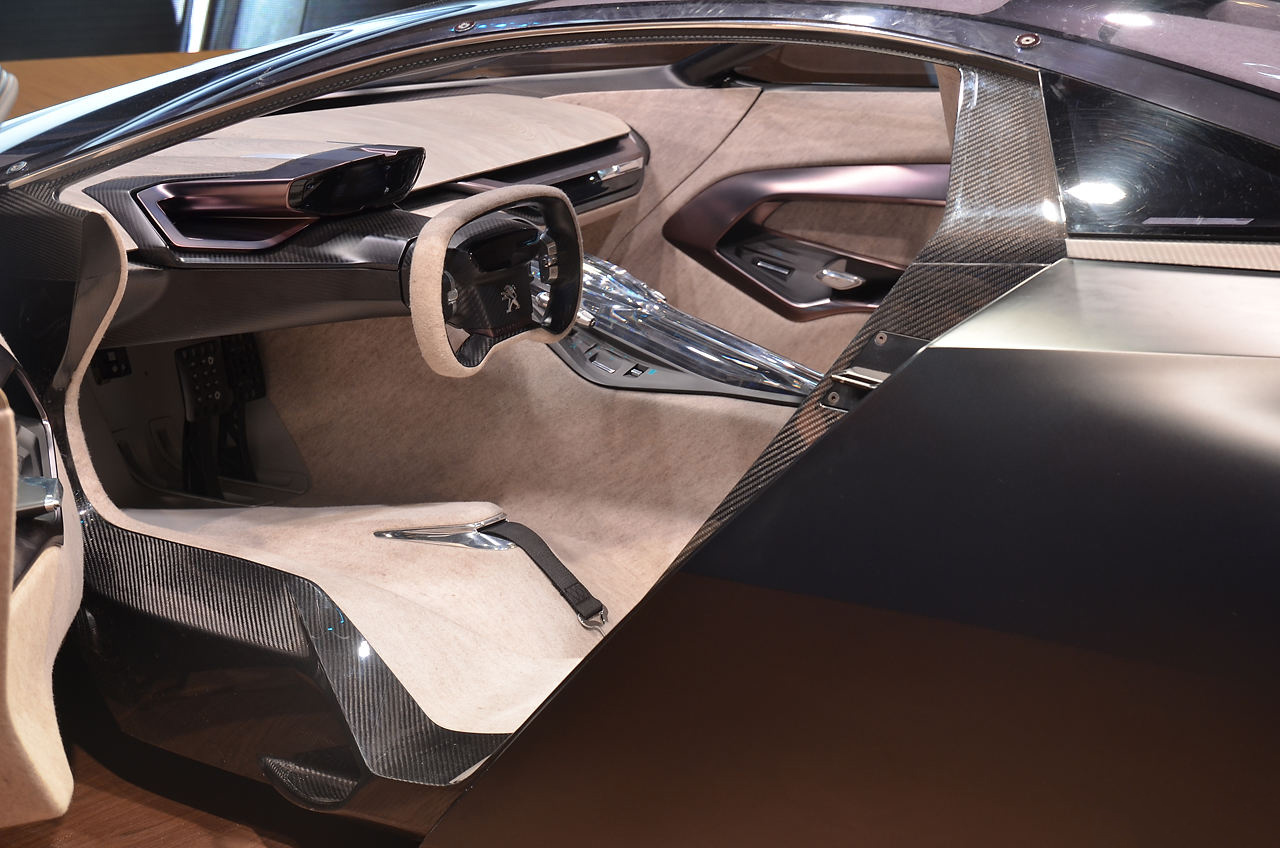

Ce concept-car partage son nom et son style avec un vélo et un scooter 3 roues. 

### Motorisation
L'Onyx est motorisée par un moteur Peugeot Sport V8 PSA Hybrid-HDi-FAP 3,7 L de Peugeot 908 des 24 Heures du Mans Prototype 2011, de 680 ch cumulés (600 + 80) pour un poids de 1100 kg, une accélération de 0 à 100 km/h en 2,9 s, et 360 km/h de vitesse de pointe. 

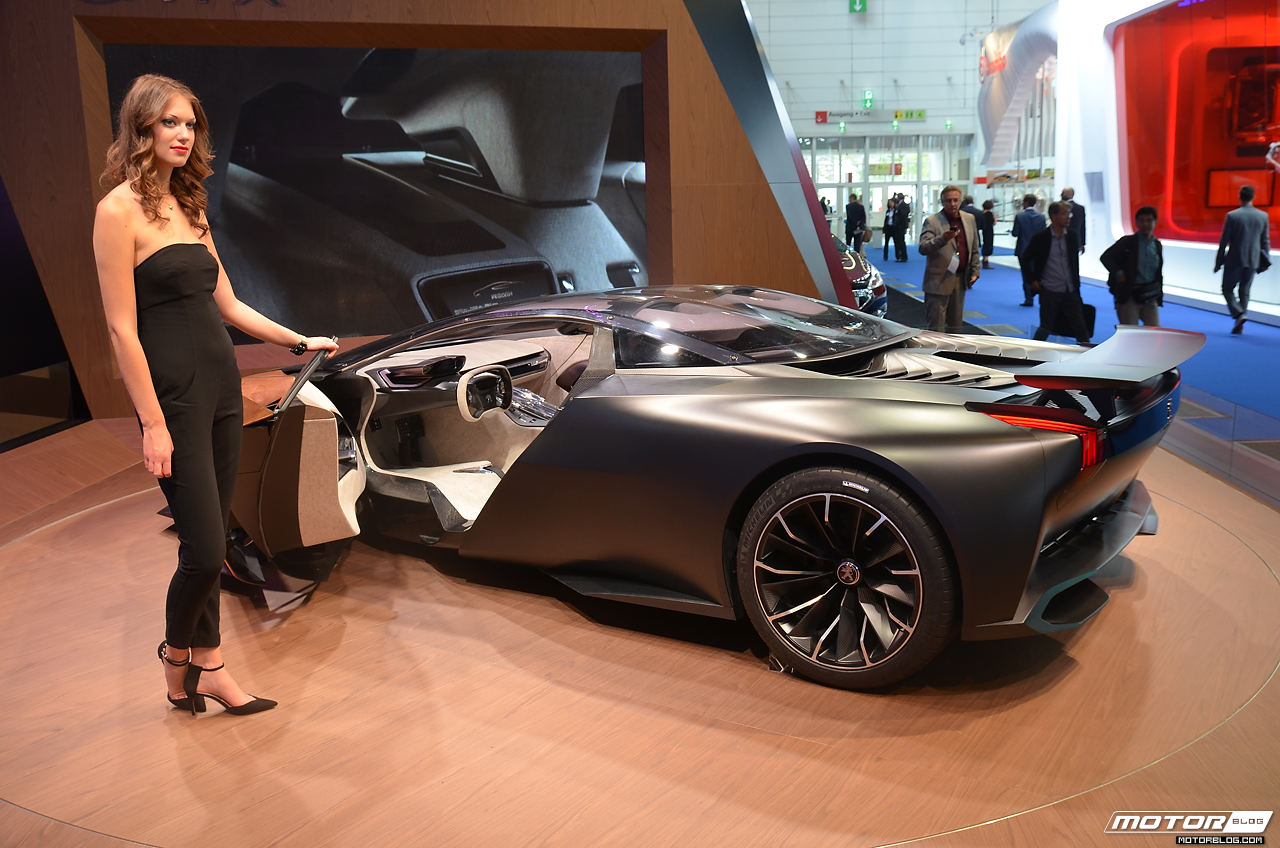
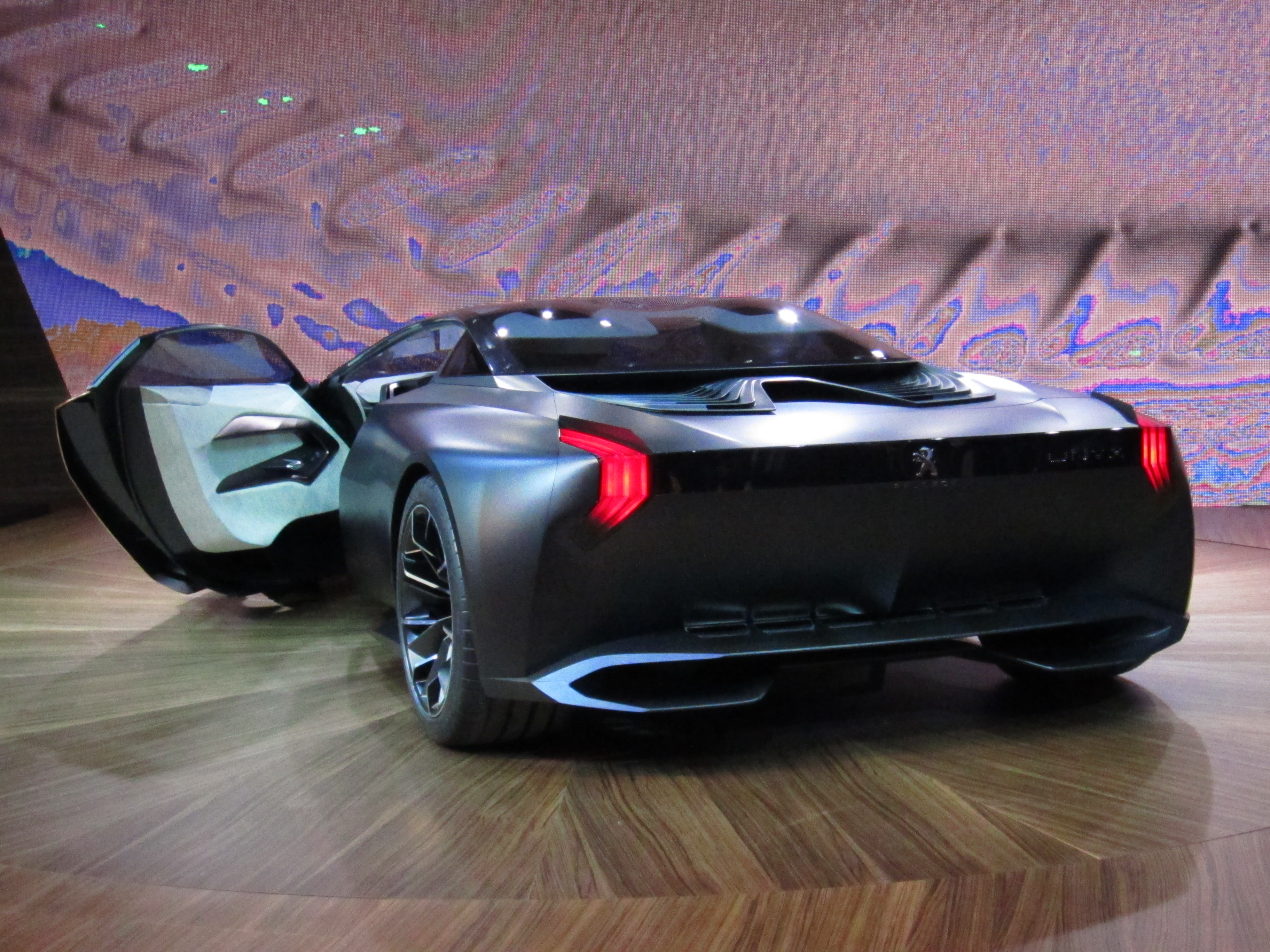

## Récompenses
- « Louis Vuitton Classic Concept Award 2013 » du meilleur prototype de l'année.
- « Prix de plus beau concept car de l'année 2013 » du Festival automobile international de Paris[7] (victorieuse des concepts concurrents Bertone Nuccio, Citroën DS9, et Renault Alpine A110-50).
- « Best concept » par le magazine britannique Autoweek (en).
- « Voiture préférée » du salon les auditeurs de RTL et d'un hebdomadaire (élue avec 48 % des voix[8]).

## Jeux vidéo
- DriveClub sur PS4 en tant que DLC
- Asphalt 8: Airborne et Asphalt 9: Legends sur iOS, Android et Windows (et également plus tard sur Nintendo Switch, Xbox One et Xbox Series X/S)